# Aghinetti
Aghinetti, também conhecido como Guccio del Sero ou Marco di Guccio, foi um pintor italiano, ativo na Florença de 1331. Ele tinha um sobrinho, chamado Maestro Guccio, que morreu no ano de 1409. Aghinetti pintou na igreja de Santa Reparata da Florença usando um estilo que evoca Giotto.